# Roberner See
Der Roberner See ist ein angelegter See im oberen Tal des Seebachs bei Robern in der Gemeinde Fahrenbach im baden-württembergischen Neckar-Odenwald-Kreis.

## Lage und Beschreibung
Der See liegt naturräumlich gesehen im Unterraum Winterhauch des Sandsteinodenwaldes und etwa 1,3 km südwestlich der Ortsmitte von Robern. Er wird vom Seebach durchzogen, der dort am Ende der Seedammwiesen von südlichem auf südwestlichen Lauf wechselt und bis dahin ein Einzugsgebiet von etwa 4,5 km² angesammelt hat. Auf diesem Abschnitt folgt die Gemeindegrenze zwischen Fahrenbach im Osten und der Stadt Mosbach im Westen ungefähr seinem Lauf.
Der See ist 1,2 ha groß und von fast rechteckiger Gestalt, von Nordost nach Südwest etwa 150 Meter lang und quer dazu etwa 100 Meter breit. Er liegt in mesozoischer Schichthöhe des Oberen Buntsandsteins in der Sedimentfüllung des Tales, dessen Grund sich dort am Übergang aus einer breiten Talzone mit lössführenden Fließerden zu einem Talabschnitt mit Auenlehmen deutlich verengt. Der See liegt gerade noch in einem oberhalb in der Aue beginnenden Naturschutzgebiet gleichen Namens mit Resten von Wasserläufen, die von früherer Wiesenbewässerung herrühren. Talabwärts setzt dann geschlossener Wald auf dem Talgrund ein.
Das Messtischblatt Zwingenberg von 1923 zeigt den See noch nicht. Dort bestand aber schon früher ein Schwallweiher, mit dessen Wasser bis zum Ende des Ersten Weltkrieges periodisch Scheit- und Grubenholz im Seebach zum Neckar getriftet wurden. Seit 1966 gibt es den See in seiner heutigen Form.

### LUBW
Amtliche Online-Gewässerkarte mit passendem Ausschnitt und den hier benutzten Layern: Dauntalweiher und Umgebung

Allgemeiner Einstieg ohne Voreinstellungen und Layer: Daten- und Kartendienst der Landesanstalt für Umwelt Baden-Württemberg (LUBW) (Hinweise)
1. ↑  Höhe nach blauer Beschriftung auf dem Hintergrundlayer Topographische Karte.
2. ↑  Seefläche nach dem Layer Stehende Gewässer.
3. 1 2  Dimensionen abgemessen auf dem Hintergrundlayer Topographische Karte.
4. ↑  Einzugsgebiet abgemessen auf dem Hintergrundlayer Topographische Karte.

### Andere Belege
1. ↑  Josef Schmithüsen: Geographische Landesaufnahme: Die naturräumlichen Einheiten auf Blatt 161 Karlsruhe. Bundesanstalt für Landeskunde, Bad Godesberg 1952. → Online-Karte (PDF; 5,1 MB)
2. ↑  Geologie nach den Layern zu Geologische Karte 1:50.000 auf: Mapserver des Landesamtes für Geologie, Rohstoffe und Bergbau (LGRB) (Hinweise)
3. ↑  Meßtischblatt 6520 Zwingenberg von 1923 in der Deutschen Fotothek
4. ↑  Roberner See auf der Site www.outdooractive.com, abgefragt am 12. September 2021.